# Lassi Toivola
Lassi Toivola (* 13. Februar 1931; † 14. Mai 2022 in Vantaa) war ein finnischer Ringkampfschiedsrichter.
Sein Vater Aleksanteri Toivola gewann bei den Olympischen Spielen 1924 in Paris die Silbermedaille. Aleksanteri Toivola war seit 1916 Mitglied des nach der Abtretung Viipuris an Russland nach Helsinki umgesiedelten Sportvereins Viipurin Voimailijat, dem auch Lassi und seine Brüder beitraten und so mit dem Ringsport in Berührung kamen.  
Toivola wurde bei den Olympischen Spielen 1972 in München, 1980 in Moskau, 1984 in Los Angeles, 1988 in Seoul und 1992 in Barcelona als Schiedsrichter bei den Wettkämpfen der Ringer eingesetzt. Außerdem leitete er bei 32 Weltmeisterschaften zwischen 1970 und 1991 und 35 Europameisterschaften zwischen 1969 und 1992 Ringkämpfe.
Für seine Verdienste um den Ringersport wurde er im September 2005 in die FILA International Wrestling Hall of Fame aufgenommen.